# Hesbon
Koordinaten: 31° 49′ 7″ N, 35° 47′ 56″ O
Heschbon, Tall Ḥisbān (arabisch حشبون, DMG Ḥašbūn) ist eine archäologische Stätte in Jordanien, die sich östlich des Flusses Jordan, in der Nähe des Berges Nebo befindet.

## Name
In der Hebräischen Bibel begegnet der Ortsname in der Form Ḥæšbôn (חֶשְׁבּוֹן), samaritanisch ʾIšbon. In der Septuaginta wird er griechisch transkribiert als Εσεβων Esebon. Später hieß der Ort auf Griechisch Ἒσβοῦς Esboũs; dem entspricht lateinisch Esbus.
Die ökumenische Schreibweise des biblischen Ortsnamens gemäß den Loccumer Richtlinien lautet Heschbon; dem folgen zum Beispiel die Einheitsübersetzung, Gute Nachricht Bibel und Lutherbibel. Die Zürcher Bibel bietet den Ortsnamen Cheschbon.

## Literarische Bezeugung

### Bibel
Die Bücher Numeri (Num 21,21–35 ) und Josua (Jos 23,10 ) berichten vom Sieg Israels über den Amoriter-König Sihon von Heschbon und der Aufteilung seines Landes unter die Stämme Ruben und Gad. Laut dem Buch der Richter (Ri 11,26 ) habe Israel Heschbon dreihundert Jahre besessen. Zur Zeit des Propheten Jesaja gehörte Heschbon aber zu Moab (Jes 15,4 ; 16,8 ). Auch Jeremia beklagte die Zerstörung von Heschbon (Jer 49,3 ). Im Hohelied werden die Augen des Mädchens mit den „Teichen von Heschbon“ verglichen (Hld 7,5 ); anscheinend waren die dortigen Zisternen berühmt.

### Autoren der hellenistisch-römischen Zeit
Flavius Josephus erwähnt einen Ort Esbonitis oder Sebonitis (Jüdische Altertümer 13,15,4; 12,4,11; Jüdischer Krieg 2,18,1). Nach seinen Angaben eroberte Alexander Jannäus diese Stadt; Herodes der Große habe dort eine Festung errichtet (Jüdische Altertümer 15,8,5).
Plinius der Ältere erwähnte Arabes Esbonitae, „Araber von Esbon“ (Naturgeschichte 5,12,1). Claudius Ptolemäus erwähnte Esboús oder Esboúta unter den Städten der Provinz Arabia Petraea (Geographie 5,16).
Der Kirchenhistoriker Eusebius sowie der byzantinische Geograph Georgios Kyprios erwähnen die Stadt der Spätantike. Sie war ein bedeutender Bischofssitz; formal existiert noch heute das entsprechende katholische Titularbistum Esbus.

### Mittelalter und Neuzeit
1184 erwähnt der ayyubidische Historiker ed-Dîn ein Dorf namens Ḥesbân, in dessen Nähe Saladin sein Lager aufschlug, bevor er mit seinem Heer nach Karak weiterzog. Abu l-Fida, ein Historiker des frühen 14. Jahrhunderts, schrieb, die Hauptstadt der Region Belka sei Husban. Dann schweigen die Quellen bis zu den Reisenden des 19. Jahrhunderts, die die Ruinenstätte häufig besuchten.

## Archäologischer Befund
Seit 1968 wurde der Ruinenhügel (Tell) Ḥesbân, 20 km südwestlich von Amman gelegen, in mehreren Kampagnen archäologisch erforscht, zunächst von Teams der Andrews University, einer privaten Universität der Siebenten-Tags-Adventisten:
- 1968–1973 Siegfried H. Horn;
- 1974–1976 Roger S. Boraas und L. T. Geraty.

Der Ausgräber Horn, sein Team und die Sponsoren seiner Grabung hofften, die amoritische Siedlung zu finden, die bei der israelitischen Landnahme zerstört und vom Stamm Ruben wieder aufgebaut wurde.
Man fand die Ruinen der römischen Stadt einschließlich zweier byzantinischer Kirchen sowie Reste von Zisternen, aber auch ein Bad aus der osmanischen Periode. Bedeutsam sind weiterhin die Heschbon-Ostraka, in einem kanaanäischen Lokaldialekt beschriftete Tonscherben aus dem 7. und 6. Jahrhundert v. Chr.
Hingegen scheint es vor 700 v. Chr. nur eine relativ kleine Siedlung gegeben zu haben; vor 1200 v. Chr. war die Stätte definitiv unbewohnt. Dies steht im Widerspruch zur Darstellung der biblischen Bücher Numeri und Josua, dass die Stadt der Sitz eines bedeutenden Kleinkönigs gewesen sei. Deshalb gibt es Hypothesen, die die Historizität der biblischen Landnahmeerzählung in diesem Punkt stützen sollen. Es wird z. B. vorgeschlagen, dass das biblische Heschbon an einem anderen Ort gelegen habe, etwa dem einige Kilometer entfernten Tell Dschalul, der noch nicht erforscht worden ist; die Stadt wäre dann nach der Zerstörung durch die Israeliten verlegt und nicht am ursprünglichen Ort wieder aufgebaut worden.
Die 1997 wieder aufgenommenen Ausgrabungen widmeten sich den islamischen Siedlungsphasen von der omayyadischen bis in die osmanische Zeit.

## Touristische Erschließung
Die Identifikation des Tell mit dem biblischen Ort Heschbon als Schauplatz der israelitischen Landnahme ist eine „erwünschte Vergangenheit“, die den Ort für christliche und jüdische, teilweise auch muslimische Besucher relevant macht. Da Jordanien sich touristisch als „Land der Bibel“ darstellt, wurde eine entsprechende Ausschilderung angebracht. Ein Teil der örtlichen Bevölkerung lehnte diese Interpretation ab, zerstörte die Ausschilderung und kam so in Konflikt mit dem touristischen Marketingkonzept.